# Уитни
Вижте пояснителната страница за други значения на Уитни.
Уитни (на английски: Witney) е град в графство Оксфордшър, регион Югоизточна Англия. Той е административен център на община Западен Оксфордшър. Намира се на 20 km западно от Оксфорд. Населението му е 30 310 души (2017 г.).

## Побратимени градове
- Унтерхахинг, Германия

## Личности
Родени
- Майкъл Горман (р. 1941), библиотекар